# Сентрал Гарденс (Тексас)
Сентрал Гарденс (енгл. Central Gardens) насељено је место без административног статуса у америчкој савезној држави Тексас.

## Демографија
По попису из 2010. године број становника је 4.347, што је 241 (5,9%) становника више него 2000. године.
| Група             | 2000.         | 2010.         |
| Белци             | 3.843 (93,6%) | 3.772 (86,8%) |
| Афроамериканци    | 23 (0,6%)     | 35 (0,8%)     |
| Азијати           | 20 (0,5%)     | 74 (1,7%)     |
| Хиспаноамериканци | 177 (4,3%)    | 388 (8,9%)    |
| Укупно            | 4.106         | 4.347         |